# Rue Eugénie-Cotton
La rue Eugénie-Cotton est une voie du 19e arrondissement de Paris, en France.

## Situation et accès

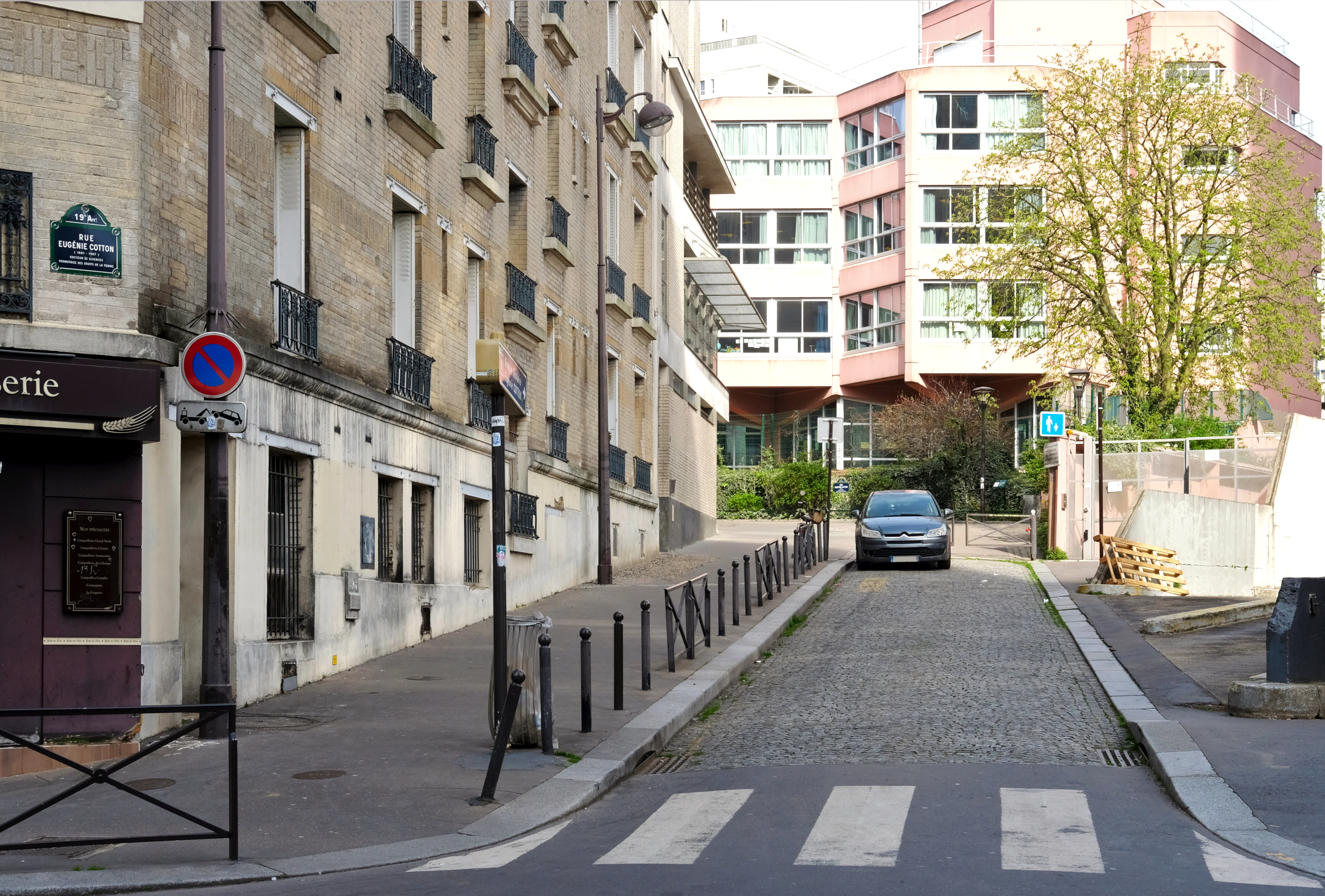
Rue Eugénie-Cotton, vue de la rue Compans.

La rue Eugénie-Cotton est une voie publique située dans le 19e arrondissement de Paris. Elle débute au 52, rue Compans et se termine au 23, rue des Lilas.
Ce site est desservi par la station de métro Place des Fêtes.

## Origine du nom
Cette rue rend hommage à Eugénie Cotton (1881-1967), une scientifique française, militante communiste, tout comme le square Eugénie-Cotton qui la jouxte.

## Historique
Cette voie de l'ancienne commune de Belleville, d'une longueur de 60 mètres à partir de la rue Compans, est tracée sur le plan cadastral de 1812 est dénommée « impasse Beauregard » et « impasse Compans » puis est classée dans la voirie parisienne par un décret du 23 mai 1863.
Par arrêtés des 10 février 1965 et 25 février 1970, la partie qui s'étendait au-delà sur une longueur de 75 mètres environ à partir de la rue Compans, a été déclassée et supprimée lors de la rénovation de l'îlot Place des Fêtes.
Le surplus est ouvert en 1974 dans le cadre de l'aménagement de l'îlot Place des Fêtes, sous le nom provisoire de « voie AW/19 ».
La vie prend sa dénomination actuelle par arrêtés municipaux des 8 novembre 1976 et 30 août 1978.

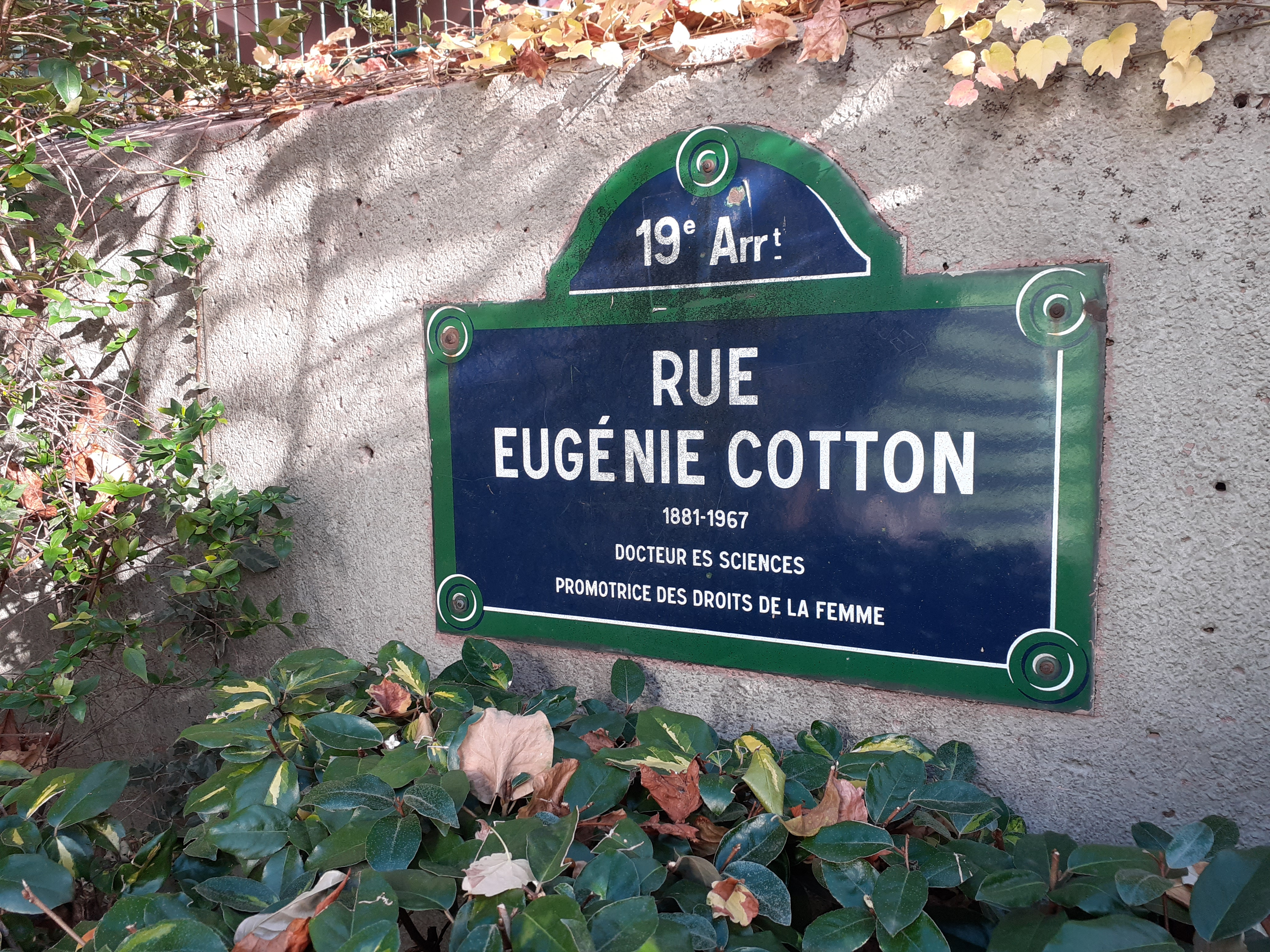
Plaque de rue.
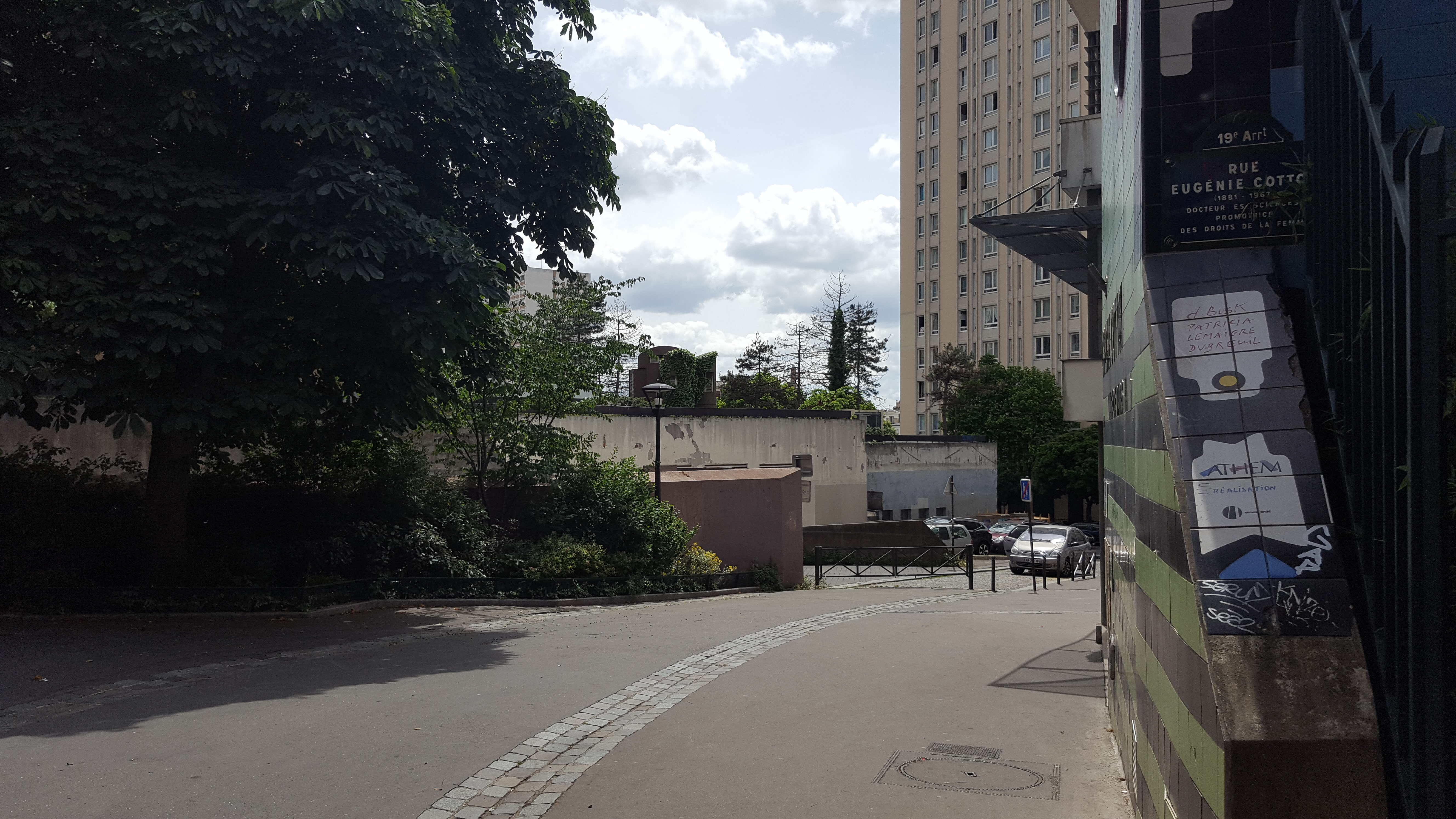
La rue Eugénie-Cotton.
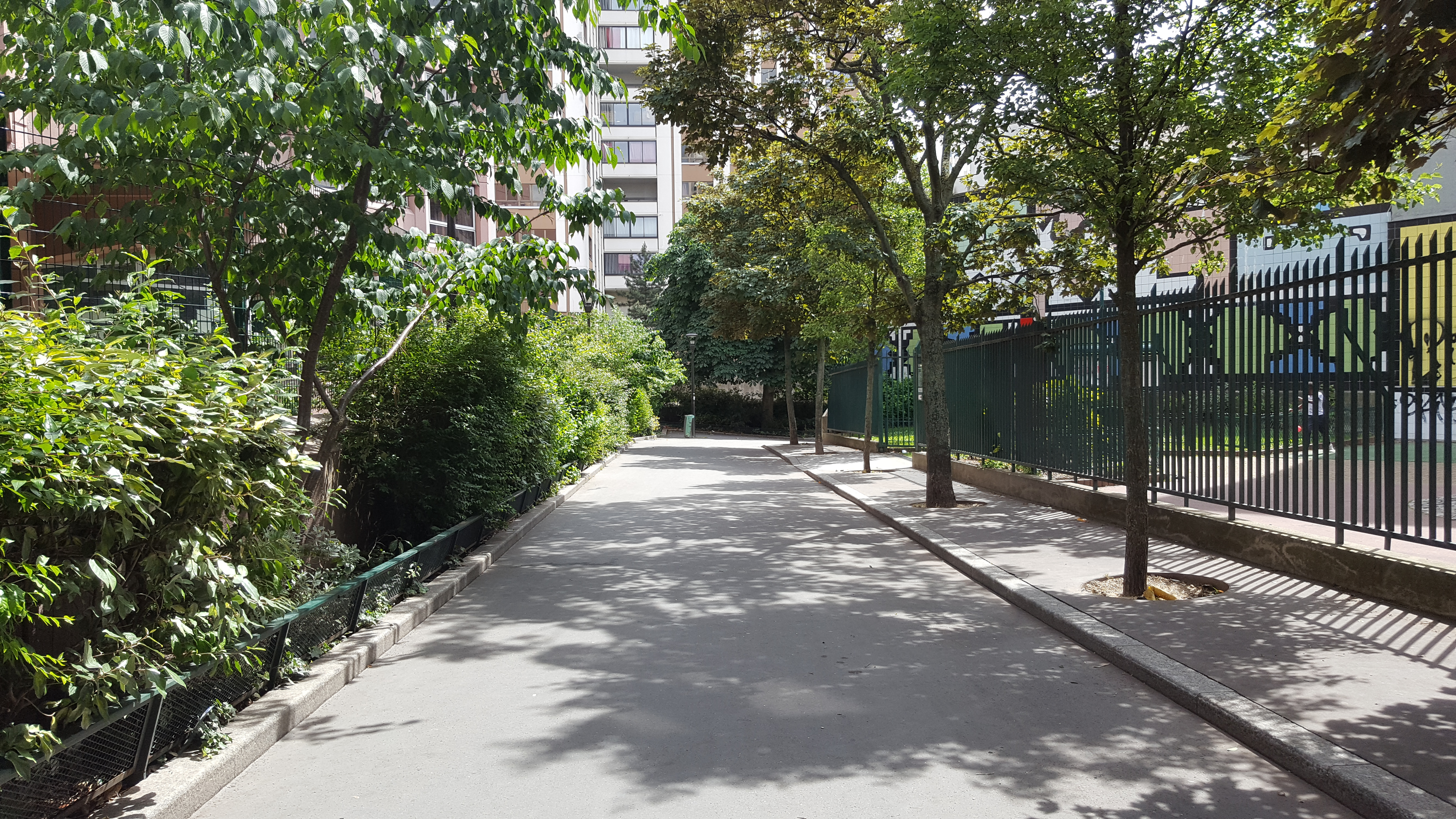
La rue Eugénie-Cotton.